# Frida Boriero
Frida Alice Josefine Boriero, född 13 maj 1996, är en svensk fotbollsspelare som spelar för IF Brommapojkarna.

## Karriär
Borieros moderklubb är Eskilsminne IF. Hon spelade fem matcher för klubben i Division 2 säsongen 2010. Följande säsong gjorde Boriero 10 mål på 18 matcher för Askims IK/Västra Frölunda IF i Division 4. Mellan 2016 och 2016 spelade hon 96 ligamatcher och gjorde sex mål för Hovås Billdal IF.
I december 2016 värvades Boriero av Växjö DFF. Hon spelade 26 matcher och gjorde fyra mål i Elitettan 2017, då Växjö blev uppflyttade till Damallsvenskan. Boriero spelade 22 ligamatcher under sin debutsäsong i Damallsvenskan. Säsongen 2019 spelade hon sju matcher i Damallsvenskan samt fem matcher och två gjorda mål för Växjö DFF Akademi i Division 1.
I januari 2020 värvades Boriero av Djurgårdens IF, där hon skrev på ett ettårskontrakt. Boriero spelade 20 ligamatcher under sin debutsäsong i klubben. I december 2020 gick Boriero till IF Brommapojkarna.